# Бацький Брег
Бацький Брег (серб. Бачки Брег) — село в Сербії, належить до общини Сомбор Західно-Бацького округу в багатоетнічному, автономному краю Воєводина.

## Населення
Населення села становить 1140 осіб (2002, перепис), з них:
- хорвати — 738 — 53,17%;
- серби — 344 — 24,78%;
- югослави — 67 — 4,82%;
- мадяри — 34 — 2,44%;

Решту жителів  — з десяток різних етносів, зокрема: македонці, роми, болгари, німці і навіть кілька русинів-українців.